# Trade Tower
Trade Tower é um arranha-céu, actualmente é o 161º arranha-céu mais alto do mundo, com 228 metros (748 ft). Edificado na cidade de Seul, Coreia do Sul, foi concluído em 1988 com 54 andares.